# Heian-kyō
Heian-kyō (平安京?, lett. Capitale della pace e tranquillità) o Heian-jō (Castello di Heian) è stata l'ultima capitale del Giappone antico, dal 794 (Enryaku 13) al 1868 (Meiji 2).
La capitale fu scelta dall'imperatore Kanmu su raccomandazione del suo consigliere Wake no Kiyomaro e segnando così l'inizio del periodo Heian della storia giapponese, come alternativa a Nagaoka-kyō (provincia di Yamashiro). Fu costruita a partire dal 793 (Enryaku 12), sul modello delle città cinesi di Luoyang e di Chang'an. La capitale fu trasferita nell'anno successivo, il 794 (Enryaku 13). Al centro della parte settentrionale della capitale fu costruito un palazzo, il Palazzo di Heian (Daidairi), dove da allora in poi furono situate le successive residenze imperiali.
Con l'eccezione del trasferimento della capitale a Fukuhara (1180), abrogato da Taira no Kiyomori, la capitale rimase tale per quasi 1100 anni fino al Tentō di Tokyo, nel 1869 (Meiji 2). Si formò così la città di Kyoto come la conosciamo oggi. Nel 1994, la città di Kyoto ha organizzato diversi eventi per commemorare il suo 1200º anniversario.

## Storia

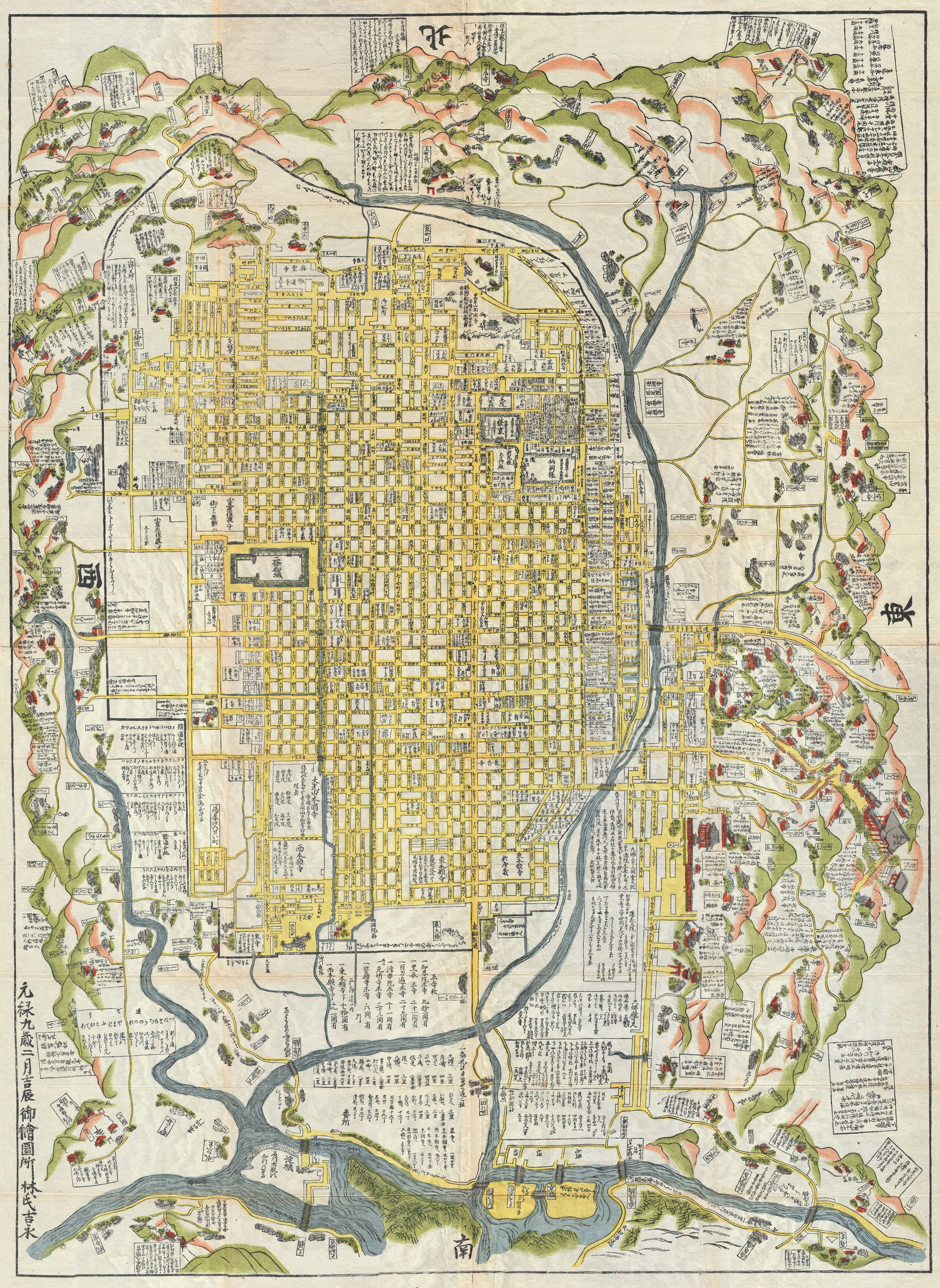
Mappa di Heian-kyō, 1696

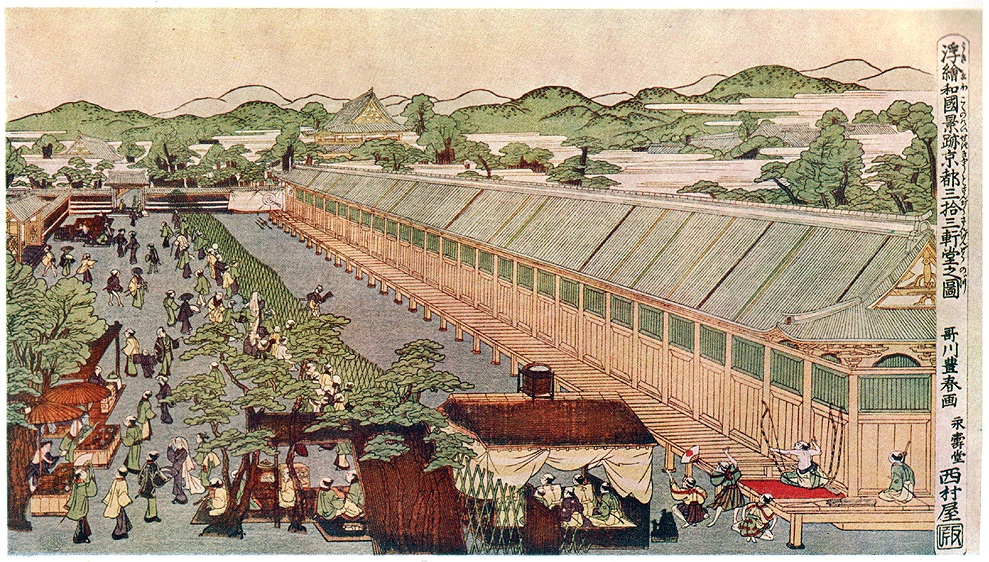
Immagini prospettiche di luoghi in Giappone: Sanjūsangen-dō a Kyoto
Utagawa Toyoharu, 1772–1781

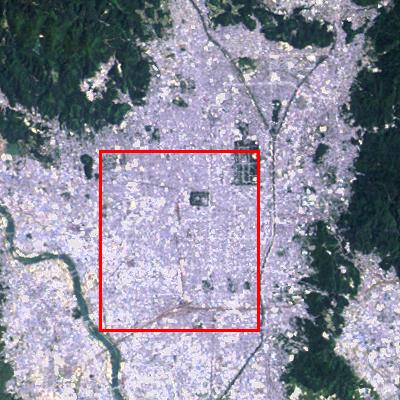
Il riquadro rosso rappresenta le dimensioni e la posizione di Heian-kyo in confronto all'attuale Kyoto.

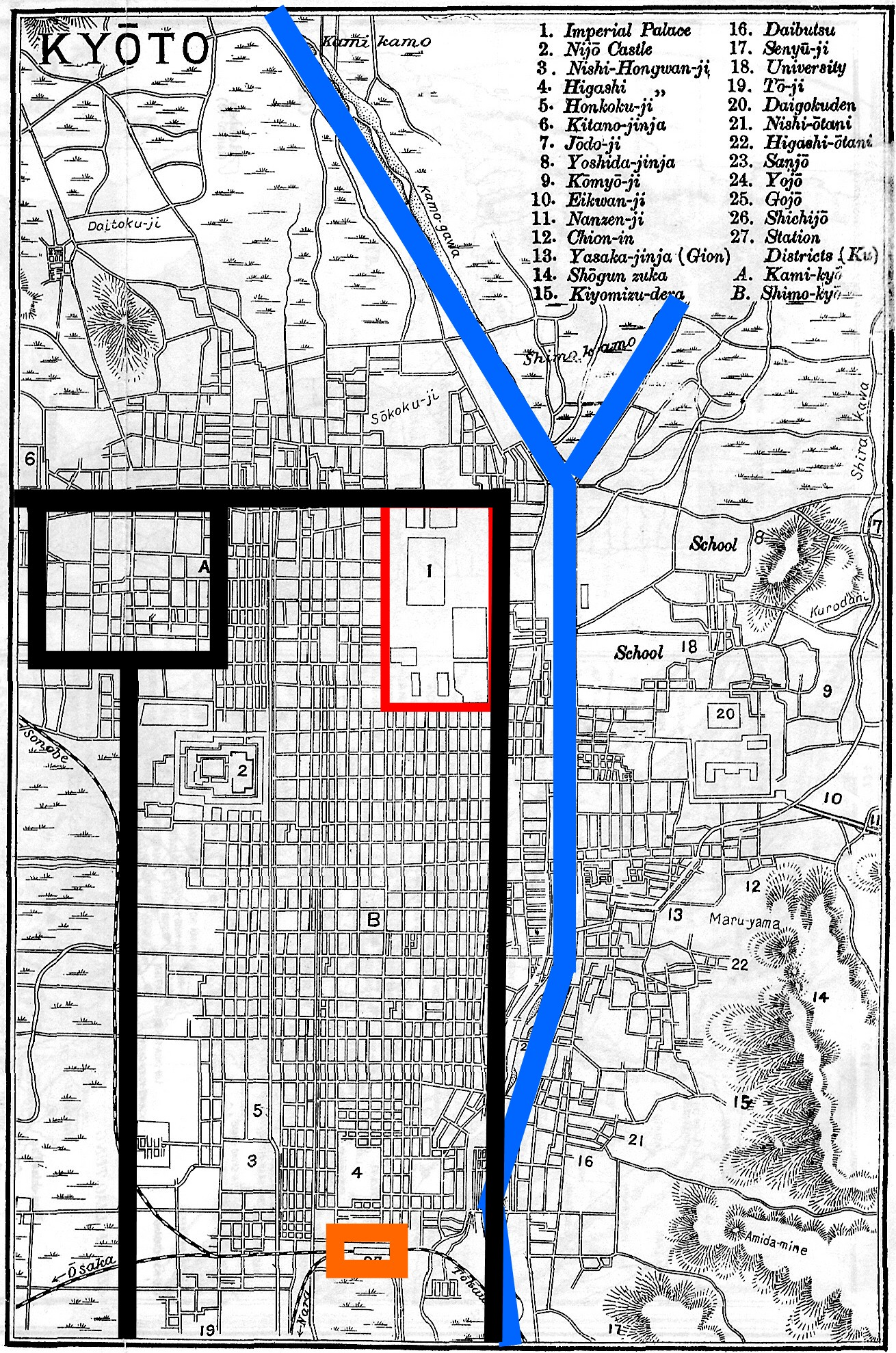
Kyoto 1910

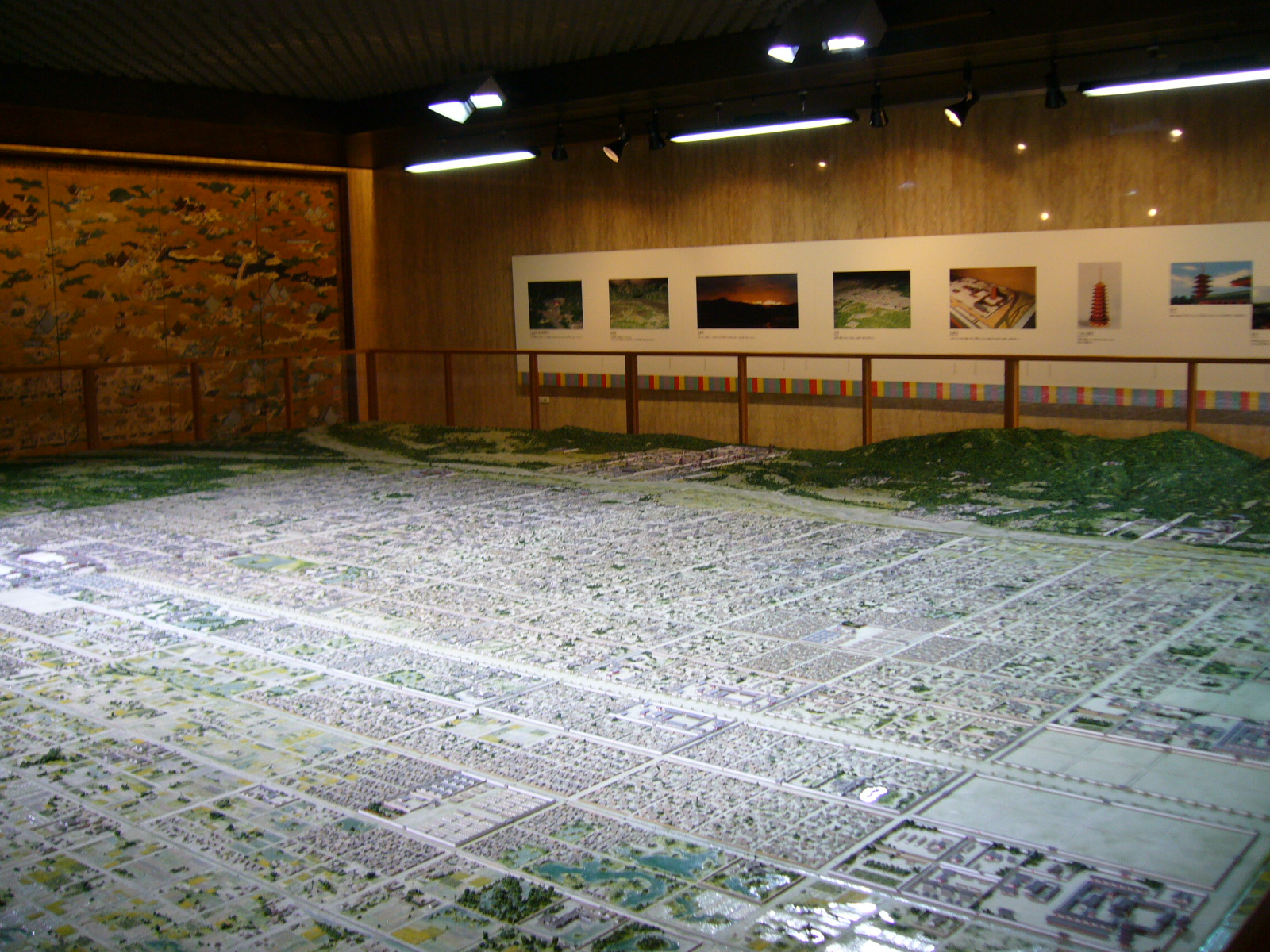
Scorcio in direzione nord-est di Heiankyō. A est (in fondo a destra nella foto) c'è Higashiyama.

Nel 784 d.C. l'imperatore Kanmu costruì Nagaoka-kyō, spostando la capitale da Heijō-kyō (l'attuale Nara). Si pensa che volesse costruire una nuova capitale per la fazione dell'imperatore Tenji, lontana dalla provincia di Yamato, che era la base del potere per i templi e gli aristocratici che sostenevano la fazione dell'imperatore Tenmu. Tuttavia, dopo solo 9 anni, nel gennaio del 793 d.C., l'imperatore Kammu riunì i suoi fedeli e annunciò un altro trasferimento della capitale (per i motivi si veda la voce Nagaoka-kyō).
La posizione era 10 km a nord-est di Nagaoka-kyō, tra due fiumi, nella parte settentrionale della provincia di Yamata, nelle contee di Kuzuno e Atago. Si dice che l'imperatore Kanmu abbia osservato l'area dal Tumulo dello Shogun, nell'attuale rione di Higashiyama, a Kyoto, per verificare se fosse adatta alla capitale. Nel Nihon Kihon Kisaku è riportato il messaggio imperiale dell'imperatore Kanmu: "Le montagne e i fiumi di Kuzuno sono bellissimi, e i trasporti e le vie d'acqua sono comodi per far confluire qui le persone di tutte e quattro le province".
Si ritiene che la costruzione di Heian-kyo sia iniziata con il Miyagi (大内裏?, daidari, Grande Palazzo Interno), seguito dalla costruzione del Kyo (centro città). Il Grande Palazzo Interno, che comprendeva il Palazzo Imperiale e gli uffici governativi, fu stabilito all'estremità settentrionale del viale Suzaku-oji, che attraversava il centro della capitale, e al centro di questo fu costruito il Daigokuden. Dietro di esso, a est, fu costruito l'Uchiura, la residenza dell'imperatore.
Lungo il fiume vicino alla città vennero creati porti come Yodonotsu (淀津, oggi Yodo) e Ōitsu (大井津). Questi porti fungevano da base di transito per la raccolta di merci da tutto il Paese e per il loro inoltro alla città. Le merci che arrivavano a Heian-kyō raggiungevano la popolazione attraverso uno dei due grandi mercati (il mercato orientale e il mercato occidentale). In questo modo è stato creato un sistema per garantire una fornitura stabile di cibo e beni e per far fronte alla crescita della popolazione. Furono prese anche misure per prevenire le inondazioni che avevano afflitto gli abitanti di Nagaoka-kyō e, sebbene non vi fossero fiumi naturali all'interno della capitale, furono scavati due canali artificiali (gli attuali Horikawa e Nishi Horikawa) il cui livello d'acqua poteva essere regolato, assicurando contemporaneamente una fornitura d'acqua e una protezione contro le inondazioni. Come nel caso di Nagaoka-kyo, anche qui non fu permesso costruire nuovi templi buddisti, ad eccezione di To-ji e Sai-ji, che erano templi governativi. Si dice che un tempio Rokkaku-dō nell'area di Kyoto come un altro tempio prima del trasferimento della capitale, ma c'è anche la teoria che sia stato fondato dopo il trasferimento della capitale a Heian. Si ritiene inoltre che il tempio Kōryūji sia stato trasferito nella città di Uzumasa in questo periodo e che le rovine ritrovate a Kitano-kami, Shiraume-cho, fuori dall'area di Kyoto, siano le rovine del tempio abbandonato di Kitano (北野廃寺跡?, Kitano haijiato).
Il 22 ottobre 794 (Enryaku 13), l'imperatore Kanmu si trasferì nella nuova capitale e l'8 novembre dell'anno successivo emanò un decreto che cambiò il secondo carattere kanji di Yamashiro da 背 ("schiena") a 城 ("castello") perché la capitale aveva l'aspetto di un "castello di montagna" di forma naturale circondato dalle montagne orientali (Higashiyama), settentrionali (Kitayama) e occidentali (Nishiyama), rinominando così la provincia di Yamaboshi in provincia di Yamashiro.
Nell'810 (Kōnin 1), un conflitto per il trono portò a un tentativo da parte dell'imperatore abdicato Heizei e della sua fazione di riportare la capitale a Heijō-kyō, ma l'imperatore Saga, fratello minore di Heizei, credendo che il mantenimento della capitale a Heian-kyō avrebbe stabilizzato il Paese, respinse questo tentativo dell'imperatore abdicato Heizei e dei suoi seguaci, sconfisse i suoi più stretti collaboratori, l'amante di Heizei, Fujiwara no Kusuko e suo fratello maggiore, il sangi Fujiwara no Nakanari, e si fece ordinare imperatore (incidente di Kusuko). Egli designò inoltre il Palazzo Heian come "Yorozuyo-no-Miya" (万代宮?, lett. "Residenza imperiale eterna").
L'area della capitale era troppo vasta e si sovrapponeva alle zone umide formate dal fiume Katsura e già nel IX secolo erano stati fatti pochi progressi nello sviluppo dell'area. Nel X secolo, quando il sistema Ritsuryō era quasi giunto al termine, il distretto era diventato così fatiscente che iniziò a essere utilizzato come terreno agricolo, cosa che prima era vietata entro i confini della città. Con l'eccezione di un'area a nord della Capitale Destra, vicino al palazzo, le zone residenziali che ospitavano l'aristocrazia erano tutte situate nella Capitale Sinistra, con il più alto livello di aristocrazia come il clan Fujiwara che si riuniva nella parte più settentrionale del distretto. I poveri di Heian-kyō iniziarono a stabilirsi lungo il fiume Kamo, oltre i limiti orientali della città, e sulle rive orientali del fiume sorsero templi e case di campagna. Iniziò così la tendenza della città a estendersi verso est. Nel 980 d.C., all'estremità meridionale di Suzaku-oji il Rajōmon (la più grandiosa delle due porte della città) crollò per non essere mai più ricostruito. In questo modo i confini originari di Heian-kyō si estesero a est, formando le strade della Kyoto medievale prima e moderna poi.
L'avvento del sistema Insei, che pose l'ufficio governativo al di fuori di Heian-kyo, fu uno dei principali fattori che modificarono la struttura urbana di Heian-kyo e minarono la sua forma di capitale centrata sull'imperatore, portando alla rottura delle norme urbane consolidate.
Verso la fine del periodo Heian (794-1185), nella capitale scoppiarono frequenti guerre e la città divenne sempre più desolata. Nel 1180, anche a causa di disordini politici, Taira no Kiyomori spostò la capitale a Fukuhara (Fukuhara-kyō) in onore dell'imperatore Antoku, ma la capitale fu riportata a Kyoto dopo soli sei mesi a causa dell'opposizione dei nobili di corte.
Il termine "Kyoto" iniziò ad essere usato come alternativa a "Heian-kyo" dalla fine del periodo Heian, e il suo uso aumentò di frequenza dall'inizio del periodo Kamakura. Il termine "rakuchū", derivato da "rakuyō", che era una denominazione di Heian-kyo, iniziò ad essere usato nel periodo Kamakura per indicare la città medievale e moderna di Kyoto.
Con l'avvento degli shogunati Kamakura ed Edo, incentrati nel Kantō, Heian-kyō iniziò a perdere la sua importanza come sede del potere divenendo il centro dell'aristocrazia e delle autorità dei templi e dei santuari.
Durante i periodi Muromachi e Sengoku, la città andò in declino e durante la Guerra Ōnin, la maggior parte dell'area urbana fu distrutta dalle fiamme. In seguito Heian-kyō si separò in città superiore (Kamigyō) e inferiore (Shimogyō), che erano di dimensioni minori. Solo nel periodo Azuchi-Momoyama, dopo l'invasione di Kyoto da parte di Oda Nobunaga, la città fu riunita in un'entità unica. Durante la Rivoluzione Meiji, Edo fu ribattezzata Tokyo (diventando la nuova capitale del Giappone). Sebbene il centro della politica nazionale si fosse spostato a Tokyo e il centro del commercio a Osaka, Kyoto era sede del Kyoto Shoshidai, un organo dello shogunato Edo responsabile dei negoziati con la Corte Imperiale e dell'amministrazione della città di Kyoto. Ogni clan aveva anche una residenza di clan a Kyoto per condurre la diplomazia con la Corte Imperiale e tra i clan, dando a Kyoto uno status unico, ma lo shogunato non gradiva questa situazione e proibiva, ad esempio, ai signori delle province occidentali di entrare a Kyoto durante le loro visite a corte. Verso la fine del periodo Edo, in considerazione dei disordini politici a Kyoto, fu creata la nuova carica di governatore di Kyoto per rafforzare ulteriormente il controllo sulla città.
In seguito, l'imperatore si recò spesso a Kyoto e divenne consuetudine per lui soggiornare Kyōto-gosho o Sentō gosho (Kyōto Ōmiya gosho) conservato per ordine dell'imperatore Meiji, anche il takamikura (高御座?, Alto Trono Imperiale) - un trono speciale la cui posizione tradizionalmente segnava la sede dell'imperatore - rimane nella sala shishiden del palazzo di Kyoto.

## Descrizione

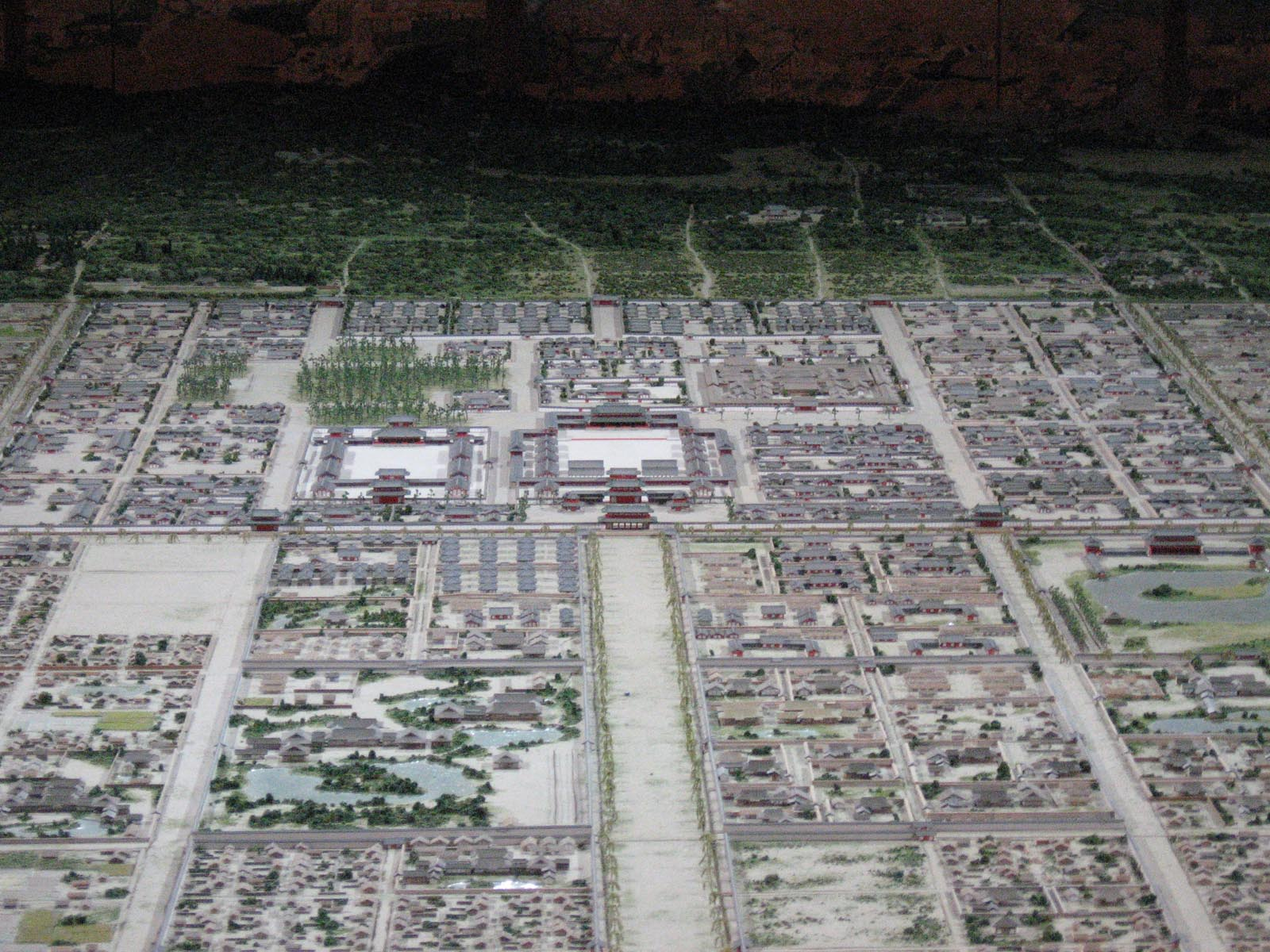
Daidairi (大内裏) (palazzo al centro), e il paesaggio urbano di Heian-kyō (modello in miniatura presso il Kyoto City Life-long Learning Center)

### Selezione del sito, estensione e pianificazione della città
Nel gennaio e nel maggio del 792 (Enryaku 11), l'imperatore Kanmu, che aveva segretamente iniziato il processo di selezione di un sito per la nuova capitale, visitò il villaggio di Uta, distretto di Kadono (葛野郡?, Kadono-gun), provincia di Yamashiro, con la scusa di andare a caccia. Nell'anno successivo, il 793 (Enryaku 12), inviò il dainagon Fujiwara Oguromaro, il sadaiben Kikosami e altri per controllare e studiare il sito. Si decise quindi che questo era il luogo adatto per la costruzione di una nuova città e si avviarono i piani per il trasferimento della capitale, mentre contemporaneamente iniziava la demolizione di Nagaoka-kyō.

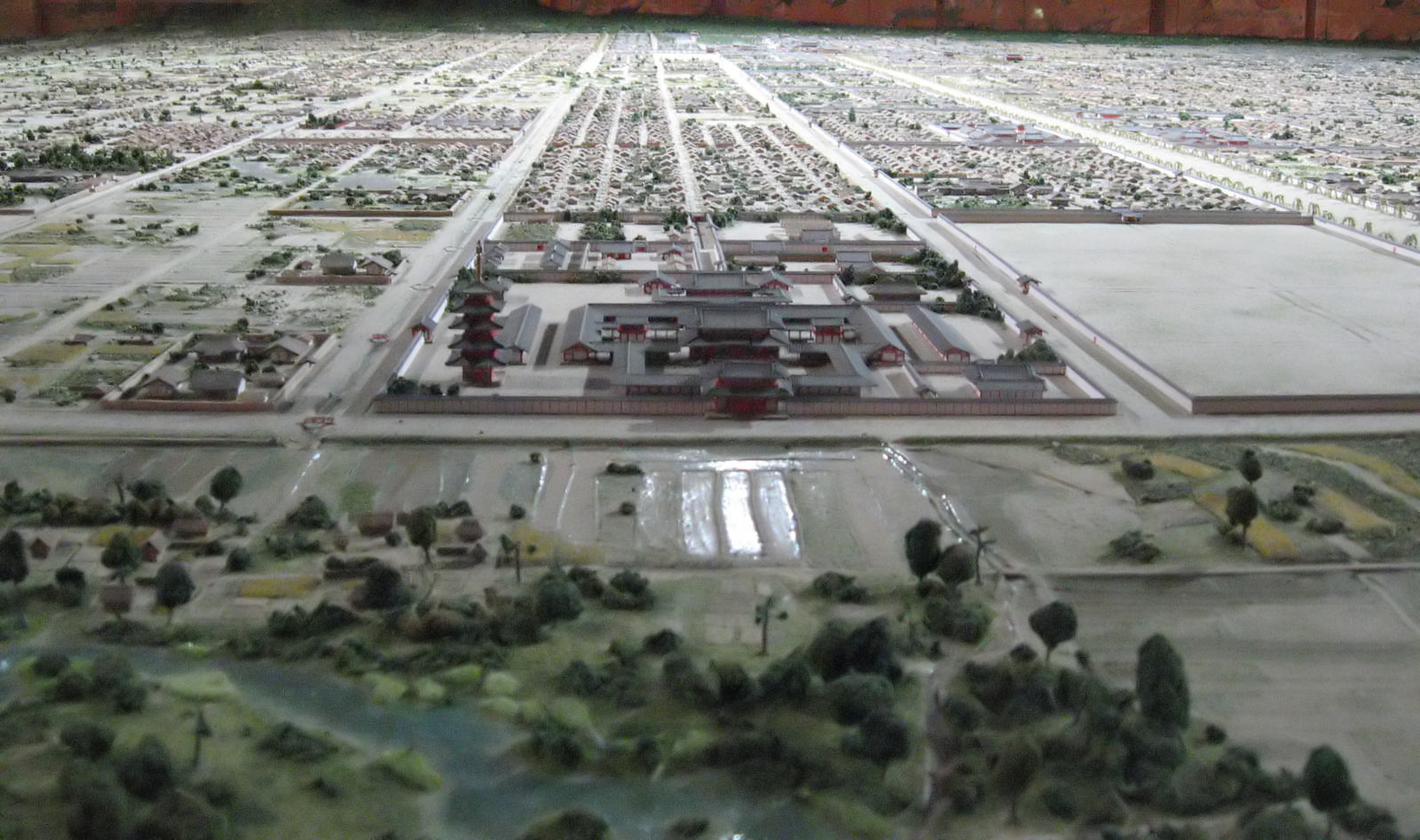
Modello in miniatura dell'antica capitale Heian-kyō

La struttura generale (pianta) di Heian-kyō era fondamentalmente basata sui modelli delle città Luoyang e Chang'an delle dinastie cinesi Sui e Tang, e seguiva anche le giapponesi Heijō-kyō e Nagaoka-kyō, anch'esse modellate su Chang'an. La città nel suo complesso era quadrata, simmetrica, con strade disposte in modo ordinato e ortogonale (碁盤の目?, goban no me). I confini della città formavano un rettangolo di 4,5 km da est a ovest e di 5,2 km da nord a sud con il viale Suzaku-oji al centro della città in direzione nord-sud e il centro politico, il Daigokuden, situato all'estremo nord dell'arteria centrale Suzaku-oji, rendendo l'edificio visibile da qualsiasi punto della città.
Si pensa che il sito della città sia stato scelto secondo i principi dello Shishinsōō (四神相応, "Quattro Dei Idonei") basati sul Feng shui cinese e relativi ai Quattro Simboli dell'astrologia cinese.

## Rappresentazione schematica di Heian-kyō
C'erano due grandi mercati, quello occidentale (西市?, Nishiichi) e quello orientale (東市?, Higashiichi), che si affacciavano sulla settima strada, Shichijō-ōji (七条大路). Il Tō-ji (東寺?, "Tempio orientale") e il Sai-ji (西寺?, "Tempio occidentale") erano templi buddisti costruiti al margine meridionale della capitale. Un giardino imperiale chiamato Shinsenen (神泉苑) era adiacente al Daidairi (大内裏?).
Nota: alcuni percorsi era interrotti da residenze che si estendevano su più isolati